# وی۱۴۰۰ قنطورس
وی۱۴۰۰ قنطورس (انگلیسی: V1400 Centauri) (که با نام‌های 1SWASP J140747.۹۳–۳۹۴۵۴۲٫۶، J1407 و شی ماماجک نیز شناخته می‌شود) یک ستاره پیش‌رشته اصلی در صورت فلکی قنطورس در فاصلهٔ حدود ۴۵۱ سال نوری از زمین است. این یک ستاره نسبتاً جوان است و سن آن ۱۶ میلیون سال برآورد می‌شود و جرم آن حدود ۹۰٪ جرم خورشید است.حداکثر قدر ظاهری این ستاره ۱۲٫۲ است و برای رؤیت آن به تلسکوپ نیاز است. نام این ستاره از برنامه SuperWASP (جستجوی زاویه باز برای سیارات) و مختصات ستاره برگرفته شده‌است.
در سال ۲۰۰۷، مشاهده شد که J1407 توسط حداقل یک جرم اصلی، 1SWASP J1407b (J1407b), thought to be either a large gas giant planet or a brown dwarf, with an immense ring system. (J1407b) گرفته شده و به دور آن می‌چرخد، که باور می‌شد یک سیاره بزرگ گازی یا یک کوتوله قهوه‌ای، با یک سیستم حلقه‌ای عظیم است. (J1407b), thought. مشاهدات بعدی با موفقیت J1407b را شناسایی نکردند، که نشان می‌دهد که در مداری بسیار غیرعادی به دور ستارهٔ خود قرار دارد.
تا سال ۲۰۲۱، مشخص شد که ستارهٔ مادر به شدت متغیر است، با چرخه فعالیت مغناطیسی طولانی ۵٫۴ ساله و هیچ شواهدی از سیاره‌های اضافی یا تکرار کسوف‌های عمیق منتسب به یک سیستم حلقه‌ای در حال عبور کشف نشد.